# Reiner Zieger
Reiner Zieger (* 11. Juni 1939 in Wurzen) ist ein deutscher Gebrauchsgrafiker und Illustrator, einer der wichtigsten zeitgenössischen deutschen Tiermaler.

## Leben und Werk
Zieger ist der Sohn des gelernten Musterzeichners Artur Zieger (1911 – 1988), der nach 1946 maßgeblich am Wiederaufbau des heutigen Kulturhistorischen Museums Wurzen beteiligt war. Seit seinem 12. Lebensjahr besuchte Zieger regelmäßig den Leipziger Zoo und die Tierschauen von Wanderzirkussen.
Er studierte nach dem Abitur von 1957 bis 1960 an der Fachschule für Werbung und Gestaltung Berlin-Schöneweide und absolvierte Praktika im Tierpark Berlin-Friedrichsfelde, im Museum für Naturkunde und im Veterinär-Anatomischen Institut der Humboldt-Universität. Dabei wurde der Direktor des Tierparks, Heinrich Dathe, auf ihn aufmerksam und stellte ihn in der von ihm geleiteten Forschungsstelle für Wirbeltierforschung der Deutschen Akademie der Wissenschaften im Tierpark, dem heutigen Leibniz-Institut für Zoo- und Wildtierforschung, ein. Dort arbeitete Zieger von 1961 bis 1970 als wissenschaftlicher Graphiker. Anschließend war er in Berlin-Karlshorst freischaffend tätig. Er zog dann mit seiner Frau nach Willmersdorf, wo er Wohnung und Atelier in einem früheren Bauernhaus hat.
Sein umfangreiches Wissen über Tiere, insbesondere Wildtiere, schöpfte Zieger bei seiner Arbeit in der Forschungsstelle, aus der Begegnungen mit Zoologen und dem eigenen Erleben in der Natur, u. a. auf Studienreisen in die Mongolei, nach Tansania, Namibia, Indonesien, Thailand, Kanada, Norwegen und Frankreich.
Zieger illustrierte in der DDR mehr als fünfzig Bücher für den Alfred Holz-Verlag Berlin, den Altberliner Verlag Lucie Groszer, den Rudolf Arnold-Verlag Leipzig, den Kinderbuchverlag Berlin, den Postreiter-Verlag Halle/Saale, den Sportverlag Berlin und den Urania-Verlag Leipzig zu Tierthemen. In der Bundesrepublik wurden in den 1970er Jahren Bilder Ziegers in der Kinder- und Jugendbuchreihe Was ist was publiziert.
Zieger entwarf u. a. auch Plakate, Lehr- und Hinweistafeln für den Berliner Tierpark und den Berliner Zoo sowie Briefmarken für die Deutsche Post.
Zieger ist einer der letzten Zeichner in Deutschland, die Tiere zeichnerisch und grafisch möglichst authentisch und biologisch exakt darstellen, was heute angesichts moderner, preiswerter Technik wie der Fotografie nicht mehr gefragt ist.
Zieger war bis 1990 Mitglied des Verbands Bildender Künstler der DDR. 2018 schenkte er dem Museum seiner Geburtsstadt 12 Mappen mit insgesamt über 500 Blatt.

## Rezeption
„Die Tierillustrationen sind von einer Detailtreue, die ihresgleichen sucht. Darin wird die Liebe zu seinem Beruf als Maler und den Tieren sichtbar“.
„Als sensibler Kenner der freilebenden Tiere und der zoologischen Tierwelt ist er ein Kämpfer für den Erhalt der Lebensräume heimischer wie exotischer Fauna“.
Sabine Jung, Leiterin des Kulturhistorischen Museums Wurzen

## Entwürfe für Briefmarken der Deutschen Post
- 1975: Zootiere (acht Werte)
- 1976: Hunderassen (sechs Werte)
- 1976: Zierfische (sechs Werte)
- 1986: 125 Jahre Zoo Dresden (vier Werte)

## Ausstellungen (mutmaßlich unvollständig)

### Einzelausstellungen
- 1989: Berlin, Galerie Passage („Tiere“)
- 2016: Potsdam, Naturkundemuseum („Wilde Tiere als Modell“)[2]
- 2019: Wurzen, Kulturhistorisches Museum („Reiner Zieger – der Wurzener Tiermaler – der Letzte seiner Zunft wird 80“)[3]

### Ausstellungsbeteiligungen
- 1976, 1979, 1982 und 1986: Berlin, Bezirkskunstausstellungen
- 1977/1978, 1982/1983 und 1987/1988: Dresden, VIII. bis X. Kunstausstellung der DDR
- 1979: Berlin, Ausstellungszentrum am Fernsehturm („Buchillustrationen in der DDR. 1949 – 1979“)